# Das bisschen Haushalt
Das bisschen Haushalt ist eine deutsche Filmkomödie von Sharon von Wietersheim aus dem Jahr 2003, die für Das Erste produziert wurde.

## Handlung
Reinhard und Irina Burger ziehen nach zehn Jahren in ihre alte Heimat München zurück. Während Reinhard ein erfolgreicher Manager geworden ist, hat Irina ihre Journalistenkarriere an den Nagel gehängt und sich nur um den Haushalt gekümmert. Für Kinder war allerdings auch noch keine Zeit, ebenso wenig wie für eine Hochzeitsreise, die Reinhard nun verspricht, bald nachzuholen. Kaum in München angekommen, wird Reinhard kurzfristig nach New York beordert und Irina bleibt sehr enttäuscht zurück. Aber das ist nicht das einzige Problem. Kaum ist Reinhard abgereist, stellt Irina fest, dass offensichtlich ihr Konto überzogen ist und sie jetzt ohne Geld dasteht. Zusätzlich fordert auch noch der Vermieter ihrer teuren Luxuswohnung die noch ausstehende Kaution. 
Irina muss nun sehen, wie sie ihren Lebensunterhalt bestreitet. Während Reinhard nur von einem vorübergehenden Engpass spricht, weiß sich Irina bald keinen Rat mehr. Ein wenig Trost findet sie bei ihrem alten Schulfreund Frank, dessen Vater gleich in Irinas Nachbarschaft wohnt, sodass sie sich deshalb öfter über den Weg laufen. 
Irina sucht nun krampfhaft nach einer Beschäftigung, erhält jedoch überall nur Absagen. Notgedrungen sucht sie das Arbeitsamt auf und lernt hier Jassna kennen, die ebenfalls auf Jobsuche ist. Für beide scheint es recht aussichtslos, eine neue Beschäftigung zu finden. Frustriert will sich Irina bei ihrer Freundin Janina ablenken und stellt fest, dass diese mit ihrem Beruf und den zwei Kindern total überfordert ist. Ihr Mann hat nun auch noch Gäste zum Abend eingeladen, was Janina völlig aus der Bahn wirft. Ohne lange zu überlegen, bietet Irina ihre Hilfe an. Damit Janina in Ruhe arbeiten kann, beschäftigt sie zunächst nur die Kinder, doch muss sie letztendlich auch noch das Kochen übernehmen. Ihre Freundin und deren Mann sind begeistert über den gelungenen Abend, zu dem Irina beigetragen hat, und sie bestärken Irina, ihr Talent zu nutzen und ein Haushaltsmanagement für gestresste, berufstätige Frauen anzubieten. Das tut Irina und stellt auch gleich ihre neue Bekannte Jassna mit ein. Ihre Dienstleistungen reichen von der einfachen Kinder- oder Altenbetreuung bis zur Hochzeitsplanung und schon nach kurzer Zeit können sich die beiden vor Aufträgen kaum retten. 
So wächst ihre Agentur und sie stellen weitere Mitarbeiter ein. Trotz der vielen Arbeit findet Irina aber auch ein wenig Zeit für sich und ihren alten Schulfreund Frank. Dabei muss sie feststellen, dass sie sich in ihn verliebt hat. Doch gerade als sie die erste Nacht mit ihm verbracht hat, steht plötzlich ihr Mann vor der Tür. Reinhard ist irritiert, dass seine Wohnung plötzlich ein Agenturbüro ist, Irina ihren teuren Wagen gegen ein sehr viel kleineres Auto eingetauscht hat und nun kaum Zeit für ihn hat, weil sie ihren Verpflichtungen nachgeht. 
Nach seiner ersten Enttäuschung bemüht sich Reinhard auffällig um seine Frau. Er geht mit ihr aus und legt ihr seinen beruflichen Werdegang offen: Sein neuer Chef wünsche sich auch die Frau seines Mitarbeiters in dessen Nähe und so soll Irina mit nach New York kommen. Irina ist davon nicht sehr begeistert, schließlich hat sie sich eine Agentur aufgebaut und die Menschen für die sie arbeitet, brauchen sie. Reinhard nimmt Irinas Probleme nicht wirklich ernst und geht davon aus, dass sie ihn begleiten wird. Als sie das ablehnt, ist Reinhard verärgert, lenkt dann aber ein und ist angeblich bereit, ihr zuliebe auf seinen neuen Job zu verzichten. Irina ist entsprechend beeindruckt und will ihren Mann nun doch nach New York begleiten. Schweren Herzens verabschiedet sie sich von ihren neuen und alten Freunden und überlässt Jassna die Leitung der Agentur. Auf dem Flughafen trifft Irina auf Reinhards neuen Chef und erfährt nun, dass Reinhard den neuen Job ohne sie gar nicht antreten kann. Irina erkennt, dass Reinhard sie nicht nur angelogen hat, sondern er all die Jahre nur sein eigenes, nicht aber ihr gemeinsames Leben gelebt hat. Dies will sie nun ändern. Sie trennt sich von Reinhard und fährt zurück zu Frank, Jassna und allen, die ihr in den letzten Wochen lieb geworden sind.

## Hintergrund
Das bisschen Haushalt wurde 2003 unter dem Arbeitstitel Wer glaubt denn heute noch an Liebe ... gedreht. Produziert wurde der Film von der teamWorx Television & Film GmbH und UFA Fiction.

## Kritik
Tilmann P. Gangloff von tittelbach.tv stellte fest: „Viel Romantik, ein bisschen Drama, und in der Hauptrolle eine Schauspielerin, die den gestressten berufstätigen Zuschauerinnen den Glauben an das Leben und die Liebe zurückgibt.“ „‚Ein bisschen Haushalt‘ ist einer jener Seifenblasenfilme, die man sofort wieder vergisst, die aber gut unterhalten.“
Für die Kritiker der Fernsehzeitschrift TV Spielfilm war Das bisschen Haushalt ein „hübsches Neuzeit-Märchen, fernab jeder Realität“. Sie gaben dem „rosa Wölkchen im grauen Alltagseinerlei“ ihre bestmögliche Wertung, indem sie mit dem Daumen nach oben zeigten.